# Jacques Martineau
Jacques Martineau (Montpellier, 8 luglio 1963) è un regista e sceneggiatore francese, che lavora per lo più a quattro mani con il compagno regista Olivier Ducastel.
Finora, i due hanno completato cinque film insieme.

## Biografia
Dopo aver trascorso l'adolescenza a Nizza, Martineau si trasferì a Parigi per studiare alla École normale supérieure, nella quale iniziò ad insegnare appena dopo la laurea.
Egli incontrò Olivier Ducastel nel 1995 e i due, dopo aver sviluppato un'amicizia personale, diedero avvio ad una proficua carriera professionale insieme. La loro prima collaborazione, Jeanne et le Garçon formidable (una commedia musicale ispirata ai film di Jacques Demy, basata sul tema dell'HIV/AIDS e con la partecipazione di Virginie Ledoyen e Mathieu Demy, quest'ultimo figlio del defunto regista), fu pubblicata nel 1998. Da allora i due hanno diretto altri quattro film a tema gay, di cui l'ultimo è l'ambiguo Nés en 68, della durata di quasi tre ore, con protagonisti Laetitia Casta e Yannick Renier.
Attualmente, Jacques unisce la direzione dei film al lavoro come lettore alla Université Paris Ouest Nanterre La Défense.

## Filmografia

### Regista
- Jeanne et le Garçon formidable (1998)
- La strada di Félix (Drôle de Félix) (2000)
- Ma vraie vie à Rouen (2002)
- Questa casa non è un albergo (Crustacés et coquillages) (2005)
- Nés en 68 (2008)
- L'arbre et la forêt (2010)
- Théo et Hugo dans le même bateau (2016)
- Haut perchés (2019)